# 瓜拉尼 (米纳斯吉拉斯州)
瓜拉尼（葡萄牙語：Guarani）是巴西米纳斯吉拉斯州的一个市镇。总面积264.837平方公里，总人口9915人，人口密度37.4人/平方公里。